# Reggiane Re.2004
Die Reggiane Re.2004 war ein Flugzeugprojekt des italienischen Herstellers Reggiane.

## Geschichte
Die Geschichte der Jagdflugzeuge von Reggiane war geprägt vom Fehlen eines geeigneten und verfügbaren Flugmotors für die hervorragende Zelle. So entstanden beginnend mit der Reggiane Re.2000 eine Reihe von Maschinen mit Stern- und Reihenmotoren bis hin zur Reggiane Re.2005. Parallel zur Entwicklung der Re.2005 sollte eine Alternative zur Verfügung stehen, falls der dort geplante Motor Fiat RA.1050 RC.58 Tifone, ein in Lizenz gebauter deutscher DB605A-1, nicht zur Verfügung stehen oder das Muster die erwarteten Leistungen nicht erreichen sollte.
Die Entwicklung erhielt die Bezeichnung Re.2004 und sollte den flüssigkeitsgekühlten Motor Isotta Fraschini Zeta RC 25/60 verwenden. Dies war ein 24-Zylinder-Motor mit Turbolader und einer Leistung von 1250 PS. Rumpf, Tragflächen und andere Bauteile waren mit denen der Re.2005 identisch. 1942 wurden ein Prototyp und 10 Vorserienmaschinen bestellt. Der Motor wurde in den dreimotorigen Savoia-Marchetti SM.79 und Savoia-Marchetti SM.81 erprobt. Hierbei traten Überhitzungsprobleme auf, die in der Folge nie ganz überwunden werden konnten. So wurde 1943 die Bestellung wieder storniert. Ein weiterer wesentlicher Aspekt hierbei war die mittlerweile erfolgreich abgeschlossene Entwicklung der Re.2005, so dass eine Alternative nicht mehr notwendig war.

## Militärische Nutzer
- Königreich Italien

## Technische Daten
| Kenngröße             | Daten                                                         |
| --------------------- | ------------------------------------------------------------- |
| Besatzung             | 1                                                             |
| Länge                 | 8,35 m                                                        |
| Spannweite            | 11,00 m                                                       |
| Höhe                  | 3,15 m                                                        |
| Flügelfläche          | 20,40 m²                                                      |
| max. Startmasse       | 3282 kg                                                       |
| Höchstgeschwindigkeit | 620 km/h                                                      |
| Reichweite            | 1000 km                                                       |
| Triebwerke            | 1 × Isotta Fraschini Zeta RC 25/60 mit 1250 PS (932 kW)       |
| Bewaffnung            | 3 × MG 151/20, 2 × 12,7-mm-MG Breda-SAFAT, bis 1000 kg Bomben |